# Dackeskolan

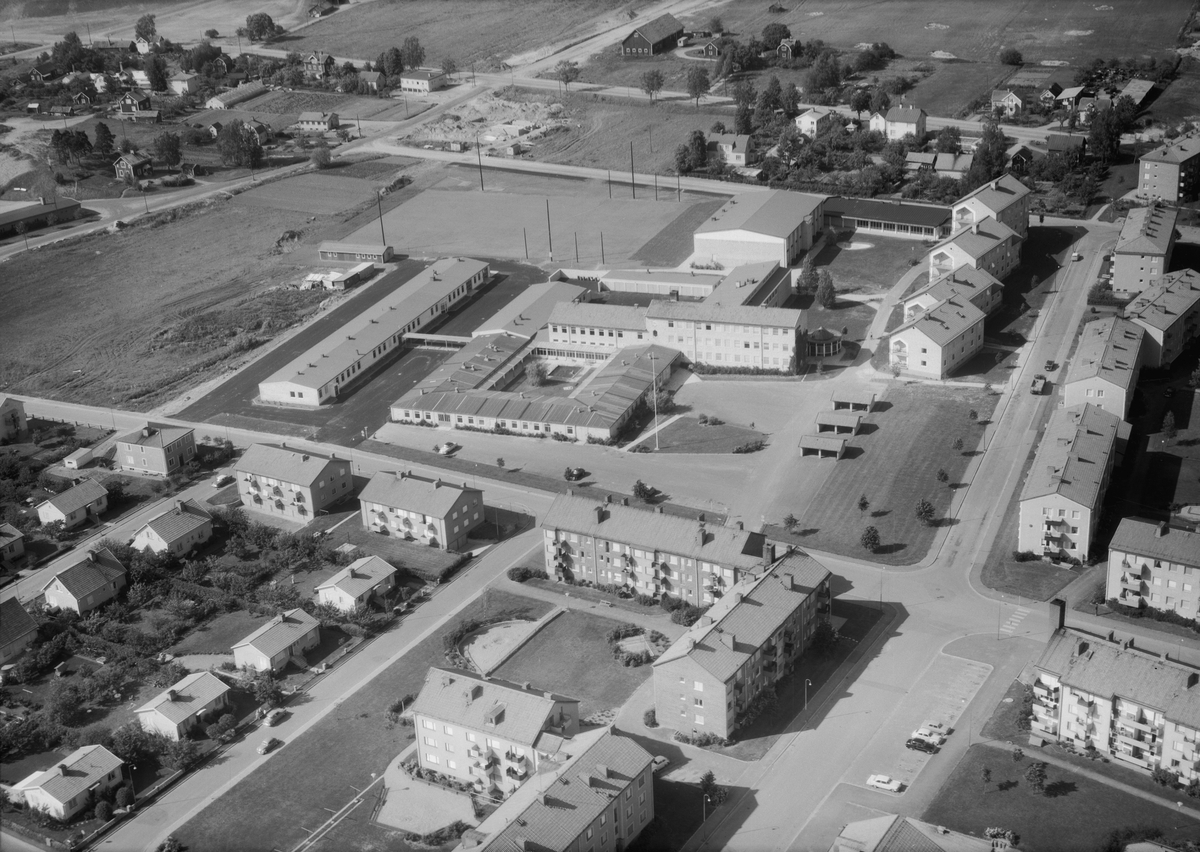
Dackeskolan med omgivning på ett flygfoto 1964.

Dackeskolan är en av två delar inom gymnasiet i Mjölby kommun och har totalt cirka 400 elever. Under läsåret har de olika tillställningar såsom Dackefejden, Dackemässan (öppet hus) och Dackeakademier (programpresentationer i form av temakvällar). 
Elever från skolan har skördat stora framgångar i nationella kocktävlingar som till exempel Årets nationella kockelev, Årets kocklärare, Matkristallen, Hottest Chef och SM för kock - och serveringselever.
Elever representerade i mars 2007 Sverige i Nordiska Mästerskapen i Finland. Sex elever från skolan blev utsedda som hjälpkockar vid Årets kock 2009. 
En ny arbetsinriktning som infördes hösten 2006 är Teknikcollege. Idén med programmet är att man ska få en industriutbildning med stora delar teori. Teknikcollege är i samarbete med flera lokala företag.  
Skolan har enbart praktiska program, till skillnad från kommunens andra gymnasieskola Kungshögaskolan som har mer teoretiska.

## Utbildningar
Dessa program finns på Dackeskolan: 
- Byggprogrammet
- Elprogrammet
- Hotell och Restaurangprogrammet
- Fordonsprogrammet
- Industriprogrammet
- Hantverksprogrammet Trä
- Hantverksprogrammet Guldsmed (YH-utbildning, riksintag)